# Йиґевестеська сільська рада
Йи́ґевестеська сільська рада (ест. Jõgeveste külanõukogu, рос. Йыгевестеский сельский совет) — сільська рада в Естонській РСР, адміністративно-територіальна одиниця в складі повіту Валґамаа (1945—1950) та Тирваського району (1950—1954).

## Історія
13 вересня 1945 року на території волості Гелме у Валґаському повіті утворена Йиґевестеська сільська рада з центром у селі Йиґевесте.
26 вересня 1950 року, після скасування в Естонській РСР повітового та волосного поділу, сільська рада ввійшла до складу новоутвореного Тирваського сільського району.
17 червня 1954 року в процесі укрупнення сільських рад Естонської РСР Йиґевестеська сільська рада ліквідована. Її територія склала східну частину Гелмеської сільської ради.